# Comte de Morley
Pour les articles homonymes, voir Morley.

Le blason des comtes de Morley.

Comte de Morley est un titre de la pairie du Royaume-Uni créé en 1815.

## Histoire
Le titre de comte est créé en 1815 pour John Parker, 2e baron Boringdon de Boringdon Hall, dans le Devon. Le titre de « vicomte Boringdon » est porté par l'héritier apparent du titre.
Le siège des comtes est à Saltram House, à Plymouth, jusqu'en 1957, puis à Pound House, près d'Yelverton (en).

## Liste des comtes de Morley
1. John Parker (1772-1840)
2. Edmund Parker (1810-1864), fils du précédent
3. Albert Parker (1843-1905), fils du précédent
4. Edmund Parker (1877-1951), fils du précédent
5. Montagu Brownlow Parker (1878-1962), frère du précédent
6. John Parker (1923-2015), neveu du précédent
7. Mark Parker (né en 1956), fils du précédent